# Maxima Bulgaria
MAXIMA Bulgaria ist ein Tochterunternehmen der litauischen Holding UAB "Maxima grupė", ein Einzelhändler Bulgariens. 2012 erzielte man einen Umsatz von 214 Mio. Litas (ohne MwSt.). 2018 gab es in Bulgarien 50 Filialen der Marke T-Market.

## Leitung
- Seit Mai 2009: Vygantas Šapokas[2]

## Geschichte
2005 gab es die ersten Aktivitäten der Maxima grupė. Das Tochterunternehmen „Maxima Bulgaria“ wurde später für die Erweiterung der Maxima-Kette in Bulgarien gegründet. 2008 erreichte man einen Umsatz von 193 Mio. Litas ohne MwSt. (2009: 214 Mio. Lt). 2011 beschäftigte man 1.101 Mitarbeiter (2008: ~1008 MA).